# Giovan Giorgio Cesarini

Stemma Cesarini

Giovan Giorgio I Cesarini, II marchese di Civitanova (Roma, 1549 – Roma, 20 aprile 1585), è stato un collezionista d'arte italiano, secondo Marchese di Civitanova Marche e Signore di Montecosaro, Genzano, Civita Lanivia e Ardea.

## Biografia
Appartenente al Casato Romano dei Cesarini, era figlio di Giuliano Cesarini, I Marchese di Civitanova Marche, e di sua moglie Giulia Colonna, figlia del condottiero Prospero Colonna.
A partire dal 1565, successe al padre come Gonfaloniere del Popolo Romano. 
Il 13 febbraio 1571 sposò l'ereditiera Clelia Farnese, figlia naturale del "Gran Cardinale" Alessandro Farnese, col quale Giovan Giorgio condivideva la passione per le antichità: la ragazza era giudicata "la più bella dama romana" e portò una ricca dote che permise di rimpinguare le dissestate finanze dei Cesarini. Cesarini fu un marito molto accomodante: Clelia fu l'amante del cardinale e futuro granduca di Toscana Ferdinando I de' Medici.
Dalle nozze nacquero una figlia (nata il 9 novembre 1571 e vissuta un mese) e un figlio, Giuliano; un figlio illegittimo, Ascanio, gli nacque nel novembre 1582 da una tale Laudomia
Giovan Giorgio fu il primo della famiglia Cesarini ad aver istituito nel 1585 una primogenitura in famiglia in favore del figlio Giuliano.  Lo stesso anno Giovan Giorgio morì e il pontefice Sisto V, a cui aveva raccomandato il proprio figlio Giuliano, eresse in ducato il feudo di Civitanova e il marchesato il feudo di Civita Lavinia.
Gran parte della sua collezione fu acquistata dal cardinale Odoardo Farnese al prezzo di 5.000 scudi e tra i pezzi risaltano 17 teste di filosofi e la famosa statua di "Venere Callipigia" oggi al Museo archeologico nazionale di Napoli.

## Ascendenza
|                                                      |                                    |                                          | Genitori                                                        |  |  | Nonni |  |  | Bisnonni                         |  |  | Trisnonni                    |  |
|                                                      |                                    |                                          |                                                                 |  |  |       |  |  | Gabriele Cesarini, nobile romano |  |  | Orso Cesarini, nobile romano |  |
|                                                      |                                    |                                          |                                                                 |  |  |       |  |  | Gabriele Cesarini, nobile romano |  |  | Orso Cesarini, nobile romano |  |
|                                                      |                                    | Semidea Brancaleoni                      |                                                                 |  |  |       |  |  | Gabriele Cesarini, nobile romano |  |  |                              |  |
| Giovan Giorgio Cesarini, nobile romano               |                                    |                                          |                                                                 |  |  |       |  |  | Gabriele Cesarini, nobile romano |  |  |                              |  |
|                                                      |                                    | Giulia "Godina" Colonna, nobile romana   | Gianandrea Colonna                                              |  |  |       |  |  |                                  |  |  |                              |  |
|                                                      |                                    | Giulia "Godina" Colonna, nobile romana   | Gianandrea Colonna                                              |  |  |       |  |  |                                  |  |  |                              |  |
|                                                      |                                    | Giulia "Godina" Colonna, nobile romana   | Ambrosina Astalli                                               |  |  |       |  |  |                                  |  |  |                              |  |
| Giuliano I Cesarini, I marchese di Civitanova        |                                    | Giulia "Godina" Colonna, nobile romana   |                                                                 |  |  |       |  |  |                                  |  |  |                              |  |
|                                                      |                                    | Guido II Sforza, IX conte di Santa Fiora | Bosio I Sforza, VIII conte di Santa Fiora                       |  |  |       |  |  |                                  |  |  |                              |  |
|                                                      |                                    | Guido II Sforza, IX conte di Santa Fiora | Bosio I Sforza, VIII conte di Santa Fiora                       |  |  |       |  |  |                                  |  |  |                              |  |
|                                                      |                                    | Guido II Sforza, IX conte di Santa Fiora | Cecilia Aldobrandeschi, VII contessa di Santa Fiora             |  |  |       |  |  |                                  |  |  |                              |  |
| Marzia Sforza di Santa Fiora                         |                                    | Guido II Sforza, IX conte di Santa Fiora |                                                                 |  |  |       |  |  |                                  |  |  |                              |  |
|                                                      |                                    | Francesca Farnese                        | Angelo Farnese                                                  |  |  |       |  |  |                                  |  |  |                              |  |
|                                                      |                                    | Francesca Farnese                        | Angelo Farnese                                                  |  |  |       |  |  |                                  |  |  |                              |  |
|                                                      |                                    | Francesca Farnese                        | Costanza Malatesta                                              |  |  |       |  |  |                                  |  |  |                              |  |
| Giovan Giorgio I Cesarini, II marchese di Civitanova |                                    | Francesca Farnese                        |                                                                 |  |  |       |  |  |                                  |  |  |                              |  |
|                                                      | Giordano Colonna, II duca di Marsi | Odoardo Colonna, I duca di Marsi         |                                                                 |  |  |       |  |  |                                  |  |  |                              |  |
|                                                      | Giordano Colonna, II duca di Marsi | Odoardo Colonna, I duca di Marsi         |                                                                 |  |  |       |  |  |                                  |  |  |                              |  |
|                                                      | Giordano Colonna, II duca di Marsi | Filippa Conti                            |                                                                 |  |  |       |  |  |                                  |  |  |                              |  |
| Prospero Colonna, III duca di Marsi                  | Giordano Colonna, II duca di Marsi |                                          |                                                                 |  |  |       |  |  |                                  |  |  |                              |  |
|                                                      |                                    | Caterina del Balzo                       | Angilberto del Balzo, I duca di Nardò                           |  |  |       |  |  |                                  |  |  |                              |  |
|                                                      |                                    | Caterina del Balzo                       | Angilberto del Balzo, I duca di Nardò                           |  |  |       |  |  |                                  |  |  |                              |  |
|                                                      |                                    | Caterina del Balzo                       | Maria Conquesta Orsini del Balzo, contessa di Castro e d'Ugento |  |  |       |  |  |                                  |  |  |                              |  |
| Giulia Colonna di Marsi                              |                                    | Caterina del Balzo                       |                                                                 |  |  |       |  |  |                                  |  |  |                              |  |
|                                                      |                                    | Pietro Colonna di Palestrina             | Stefano Colonna, signore di Palestrina                          |  |  |       |  |  |                                  |  |  |                              |  |
|                                                      |                                    | Pietro Colonna di Palestrina             | Stefano Colonna, signore di Palestrina                          |  |  |       |  |  |                                  |  |  |                              |  |
|                                                      |                                    | Pietro Colonna di Palestrina             | Eugenia Farnese                                                 |  |  |       |  |  |                                  |  |  |                              |  |
| Giulia Colonna di Palestrina, nobile romana          |                                    | Pietro Colonna di Palestrina             |                                                                 |  |  |       |  |  |                                  |  |  |                              |  |
|                                                      |                                    | Caterina Savelli                         | Nicola Savelli, I signore di Palombara                          |  |  |       |  |  |                                  |  |  |                              |  |
|                                                      |                                    | Caterina Savelli                         | Nicola Savelli, I signore di Palombara                          |  |  |       |  |  |                                  |  |  |                              |  |
|                                                      |                                    | Caterina Savelli                         | Angiola Conti                                                   |  |  |       |  |  |                                  |  |  |                              |  |
|                                                      |                                    | Caterina Savelli                         |                                                                 |  |  |       |  |  |                                  |  |  |                              |  |